# Park Myeong-ae
Park Myeong-ae (박명애?; Seul, 15 gennaio 1974) è un'ex cestista sudcoreana.

## Carriera
Con la Corea del Sud ha disputato i Campionati mondiali del 1998.